# Granyanella
Granyanella – gmina w Hiszpanii, w prowincji Lleida, w Katalonii, o powierzchni 24,17 km². W 2011 roku gmina liczyła 143 mieszkańców.